# غل أخور
غل‌ أخور هي قرية في مقاطعة ورزقان، إيران. يقدر عدد سكانها بـ 373 نسمة بحسب إحصاء 2016.